# Ajax is dood...!
Ajax is dood...! is een lied van Gerard Cox dat hij in 1970 uitbracht. Het leidde tot controverse in de media en onder het publiek. 
Het kreeg nog hetzelfde jaar een antwoordlied van de Amsterdammers Tante Leen en Johnny Jordaan met de titel Ajax is niet dood. Beide staan in het teken van de rivaliteit tussen de voetbalclubs Feyenoord Rotterdam en Ajax Amsterdam.
Cox had later spijt van zijn lied. Hij noemde het een "jeugdzonde", en: "Ik trapte daar veel mensen mee op het hart." Het was voor hem na het uitbrengen van het lied moeilijk om nog op te treden in Amsterdam.
In het refrein klinkt: "Moeder ik verzuip, de Cup staat in de Kuip". De Europacup ging dat jaar naar Feyenoord (1970); hierna wist Ajax hem niettemin drie jaar op rij te winnen (1971-1972-1973).
Ondanks het rumoer stond het lied niet op de A-kant van een single, maar op de B-kant van een supporterslied over Feyenoord. Cox schreef het samen met Rogier van Otterloo, die ook het arrangement en de orkestratie voor zijn rekening nam. De productie lag in handen van Rob Touber. Tekst en melodie geven een treurstemming weer.